# Coupe Schneider
Pour les articles homonymes, voir Schneider.

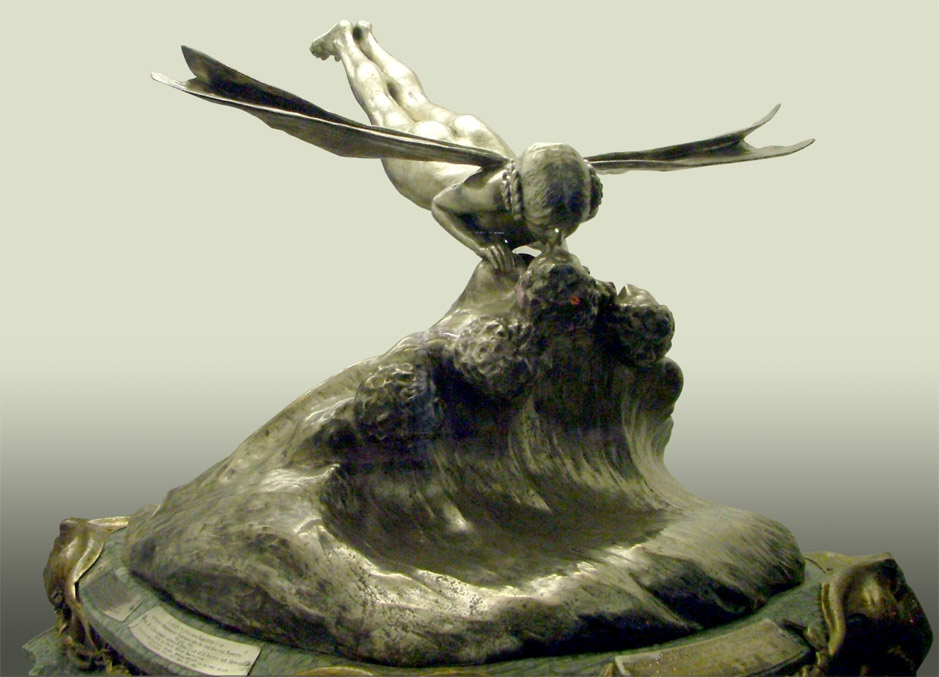
La Coupe Schneider (Ernest Gabard, 1911-1912), sculpture art nouveau en bronze et argent sur socle de marbre (Science Museum de Londres).

La coupe Schneider, aussi appelée trophée Schneider, est l'un des nombreux prix créés par de riches mécènes qui, au début du XXe siècle, voulaient faire progresser la jeune aviation. La dernière édition eut lieu en 1931 et fut remportée par le Royaume-Uni.

## Historique

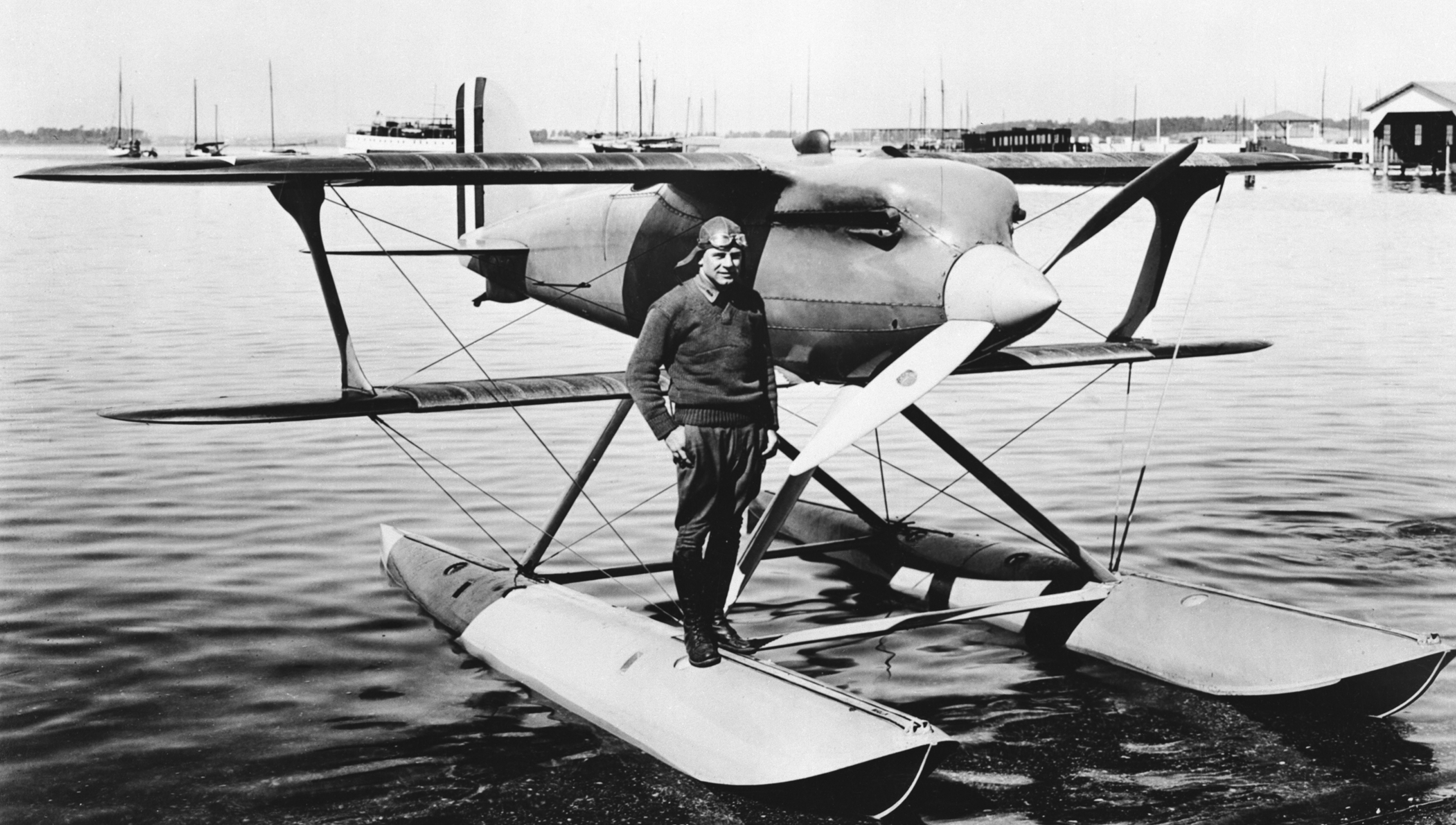
Doolittle, vainqueur de l'édition 1925, pose devant son Curtiss

Jacques Schneider était un industriel français, de la famille Schneider, lui-même pilote d'avion et aérostier. Il fut longtemps détenteur du record d'altitude en ballon : 10 081 m. Interdit de vol à la suite d'un grave accident, il commença dès lors à soutenir financièrement de nombreuses compétitions.
Impressionné par les performances des hydravions lors d'un meeting à Monaco en 1912, il estima que l'hydraviation était l'avenir de l'aviation commerciale.
Le 5 décembre 1912 à l'Aéro-Club de France, il dépose les statuts d'une compétition annuelle d'hydravion, la Coupe d'Aviation Maritime Jacques Schneider, de 150 milles nautiques (277 km). Le prix pour le gagnant est de 25 000 francs-or. Le pays qui gagnera trois éditions consécutives remportera définitivement la Coupe. Chaque édition a lieu sur le territoire du pays ayant remporté l'édition précédente.
Au début les règlements sont assez surprenants et mettent l'accent sur les qualités de flottabilité : il faut faire un « 8 » entre deux bouées ou rester stoppé dans l'eau pendant 10 minutes. S'ajoutent également des épreuves d'étanchéité ou d'amerrissage par gros temps. Ce n'est qu'au fil des ans que cet évènement va croître en notoriété et devenir une compétition de vitesse. Le circuit est triangulaire et fait 280 puis 350 km de long. Certaines éditions ont attiré plus de 200 000 spectateurs. Lors de la dernière édition de 1931, c'est devant 500 000 spectateurs que le Supermarine S.6B bat à trois reprises le record du monde de vitesse (610 puis 656 km/h).
En 1928, le règlement change, et l'on décide que la course n'ait lieu que tous les deux ans. Ce délai supplémentaire doit permettre aux pays en compétition et à leurs constructeurs nationaux de mettre au point et de tester un nouvel avion avant chaque édition.
Hélas, lors de la dernière édition en 1931, ni la France ni l'Italie n'eurent le temps de terminer la mise au point de l'appareil censé porter leurs couleurs. Les États-Unis s'étant retirés avec la crise de 1929, le Royaume-Uni était de fait le seul pays à concourir. Il remporte alors la Coupe.
Nul doute que la coupe contribua activement aux progrès de l'aviation. Outre le développement des moteurs en V, elle imposera définitivement la formule du monoplan à aile basse pour les appareils rapides. Sans compter que l’expérience acquise par Reginald Mitchell et Henry Royce dans leur quête pour la Coupe Schneider leur aura été profitable pour la création d’un appareil qui fera parler de lui plus tard : le Supermarine Spitfire. De même chez Macchi qui produira les chasseurs italiens de la Seconde Guerre mondiale.
Une tentative insolite dans le cadre de la coupe Schneider fut celle de l'ingénieur Pegna, travaillant pour la firme aéronautique Piaggio, reconvertie après guerre dans la fabrication du scooter Vespa : Il s'agit d'un hydravion sans flotteurs (les flotteurs engendraient une forte traînée) le Piaggio Pegna PC7. Il était équipé de patins porteurs ou hydrofoils et d'une hélice marine accouplée à l'arrière du moteur par un embrayage, tandis qu'un autre embrayage monté à l'avant permettait de mettre en marche l'hélice aérienne, une fois l'appareil en position cabrée, hydroplanant sur ses foils. Malgré des potentialités prometteuses, l'appareil ne dépassa pas la phase des essais d'hydroplanage, faute de mise au point. Il s'agissait plus d'une tentative de contournement du règlement que d'une vraie voie d'avenir, toutefois, cinquante ans plus tard, un modéliste parvint à en faire voler une réplique au 1/6 prouvant ainsi la validité du concept. Cette tentative illustre assez bien le laboratoire d'idées que fut la Coupe Schneider dans une phase cruciale du développement de l'aviation.

## L'édition 1920
L'édition 1920 sera sans nul doute la moins passionnante à suivre de l'histoire de la compétition. Avec un seul pilote au départ, l'Italien Bologna, celui-ci remporte sans suspense la coupe, couvrant les 375,560 kilomètres de l'épreuve en deux heures, dix minutes et trente-cinq secondes sur un Savoia S.12 Bis à moteur V12 Ansaldo S. Giorgio de 550 chevaux.

## Vainqueurs célèbres

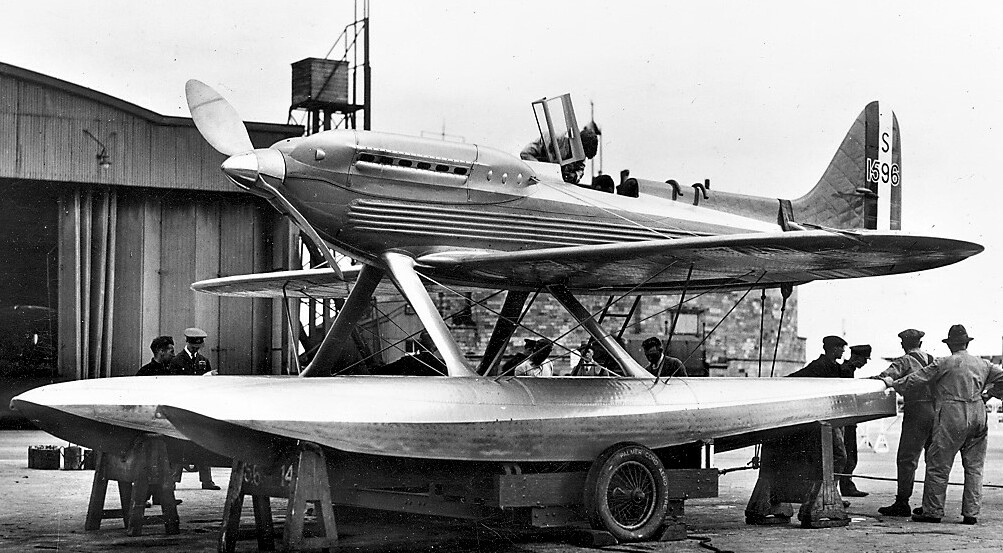
Le Supermarine S6B

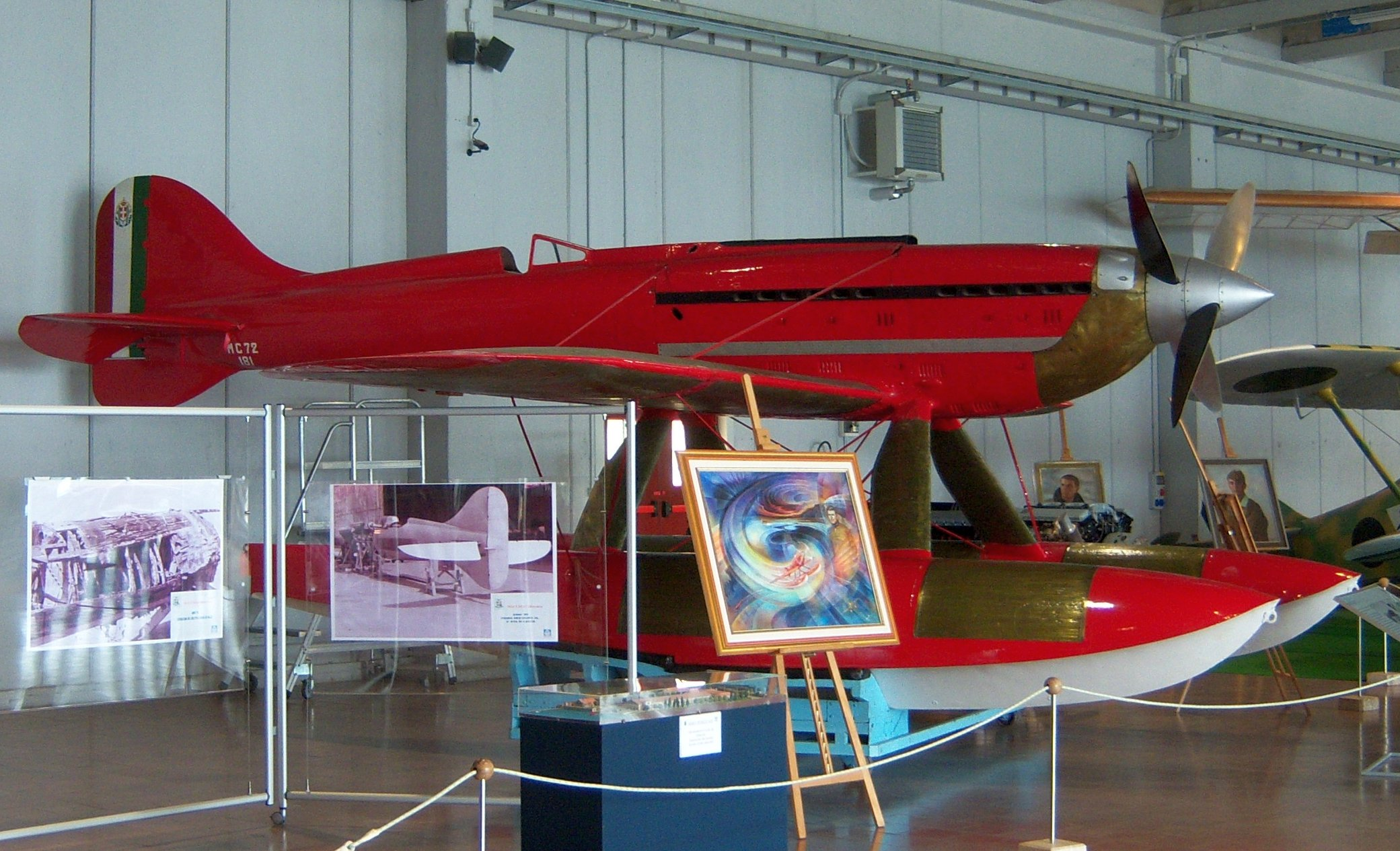
Le Macchi MC.72

Le pilote le plus célèbre ayant remporté la course est James H. Doolittle, vainqueur en 1925. Il fera parler de lui pendant la Seconde Guerre mondiale, en organisant le raid de Doolittle sur le Japon, à partir de bombardiers B-25 Mitchell décollant d'un porte-avions.
Deux appareils ont particulièrement marqué l'histoire de l'aviation :
- Le Supermarine S.6B (record de vitesse 1931 : 655 km/h) dont Supermarine Spitfire est issu.
- Le Macchi Castoldi MC.72 : conçu pour l'édition 1931 il ne put être mis au point à temps et ne participa pas à l'épreuve. Il détient depuis le 23 octobre 1933 le record de vitesse en hydravion à piston : 709 km/h ! Remarquez sur la photographie ci-contre les hélices contra-rotatives. L'incroyable puissance du moteur pour l'époque (3 100 ch) imposait cette configuration afin de limiter l'effet de couple qui aurait lancé l'appareil en courbe sur l'eau et l'aurait empêché de décoller.

## Palmarès
| Date              | Lieu                      | Avion                   | Moteur                           | Pilote                    | Vitesse (km/h) |
| ----------------- | ------------------------- | ----------------------- | -------------------------------- | ------------------------- | -------------- |
| 16 avril 1913     | Monaco                    | Deperdussin Monocoque   | Gnome 160 ch                     | Maurice Prévost           | 73,56          |
| 20 avril 1914     | Monaco                    | Sopwith Tabloid         | Gnome 100 ch                     | C. Howard Pixton          | 139,74         |
| 21 septembre 1920 | Venise, Italie            | SIAI S.12 Bis           | Ansaldo San Giorgio 4E-29 550 ch | Luigi Bologna             | 170,54         |
| 7 août 1921       | Venise, Italie            | Macchi M.7              | Isotta Fraschini 250 ch          | Giovanni de Briganti      | 189,66         |
| 12 août 1922      | Naples, Italie            | Supermarine Sea Lion II | Napier Lion 450 ch               | Cap. Henri C. Biard       | 234,51         |
| 28 septembre 1923 | Cowes, Royaume-Uni        | Curtiss CR3             | Curtiss D-12 465 ch              | Lt. David Rittenhouse     | 285,29         |
| 26 octobre 1925   | Baltimore, États-Unis     | Curtiss R3C-2           | Curtiss V-1400 610 ch            | Lt. James H. Doolittle    | 374,28         |
| 13 novembre 1926  | Hampton Roads, États-Unis | Macchi M.39             | Fiat AS.2 800 ch                 | Mj. Mario de Bernardi     | 396,69         |
| 26 septembre 1927 | Venise, Italie            | Supermarine S.5/25      | Napier Lion VII B 875 ch         | Lt. Sidney Norman Webster | 453,28         |
| 7 septembre 1929  | Calshot Spit, Royaume-Uni | Supermarine S.6         | Rolls-Royce R 1 900 ch           | Lt. H.R.D. Waghorn        | 528,89         |
| 13 septembre 1931 | Calshot Spit, Royaume-Uni | Supermarine S.6B        | Rolls-Royce R 2 350 ch           | Lt. J.N. Boothman         | 547,31         |

## Galerie

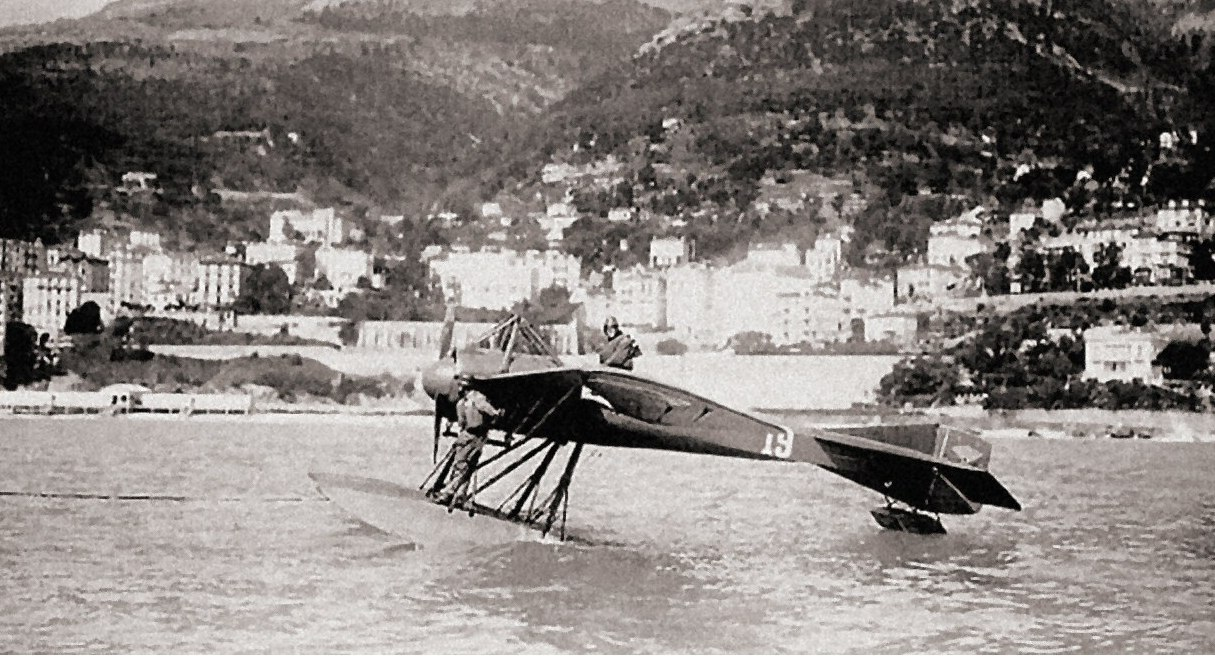
Deperdussin Monocoque 1913
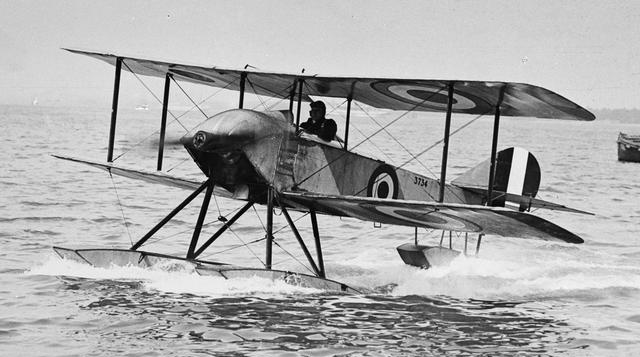
Sopwith Tabloid, 1914
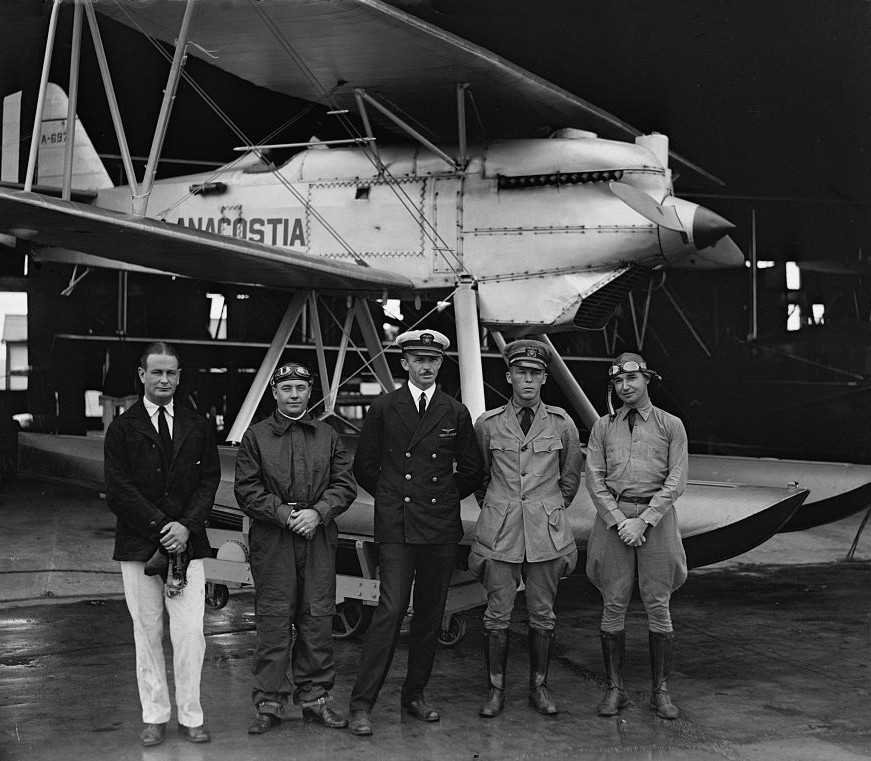
Curtiss F6C et son équipe, 1926
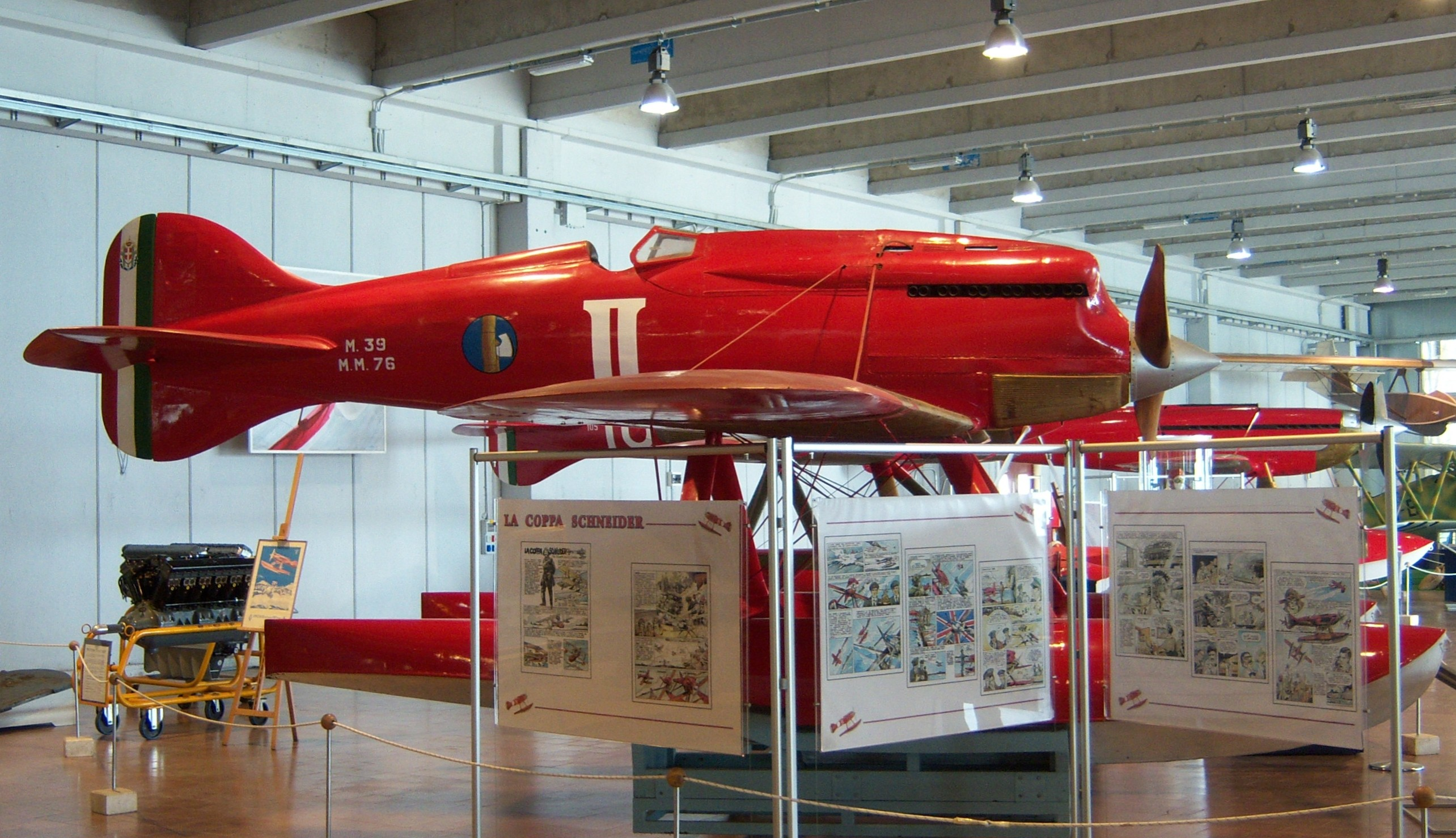
Macchi M.39, 1926
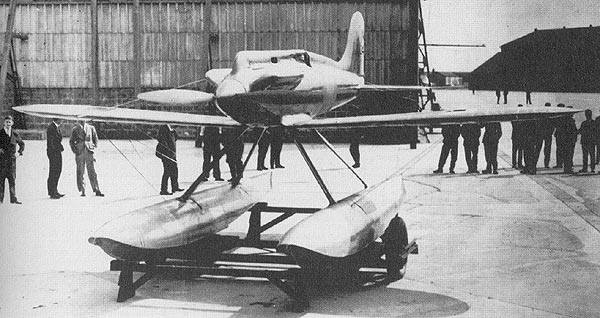
Gloster VI, 1929
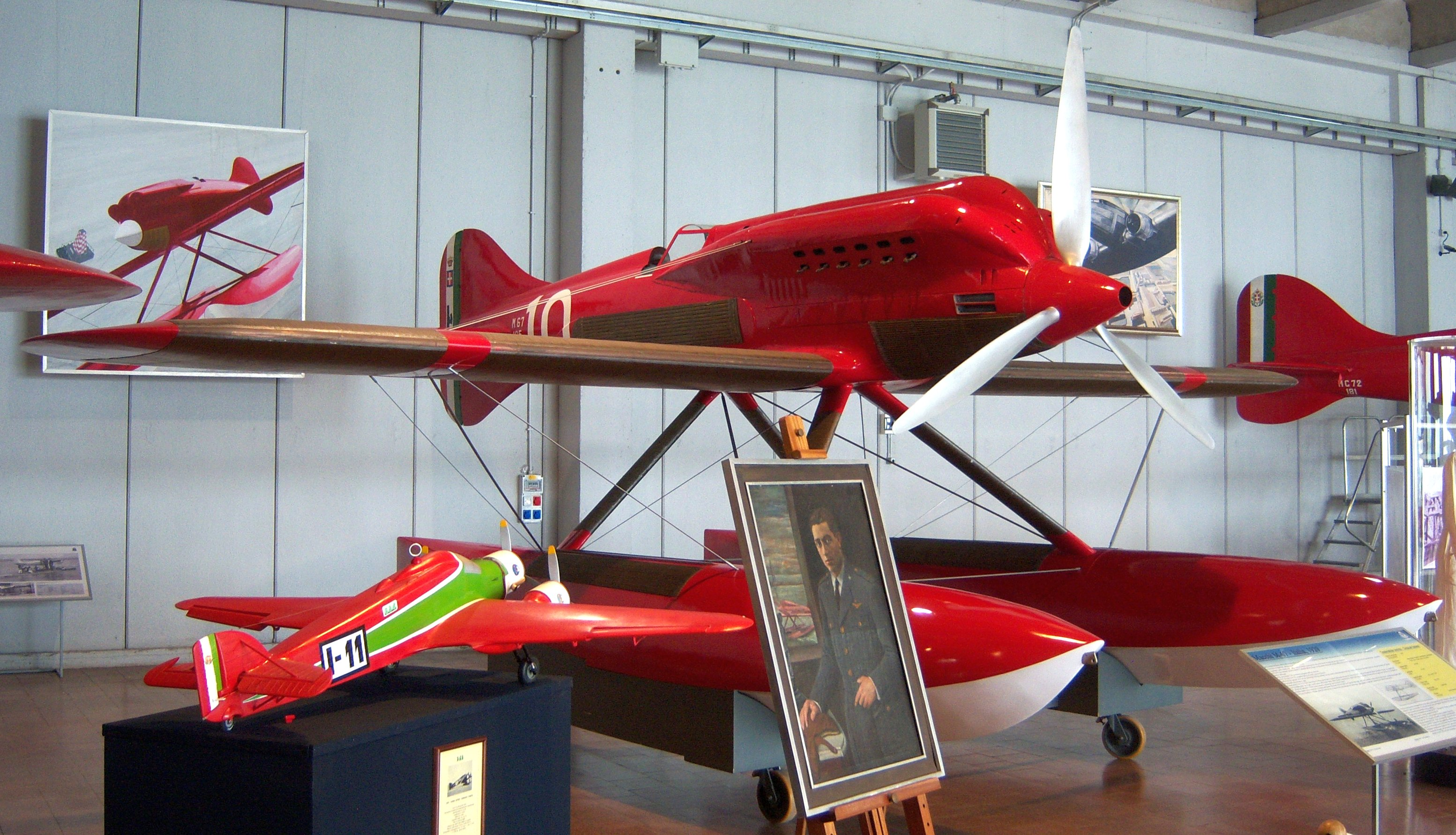
Macchi M.67, 1929
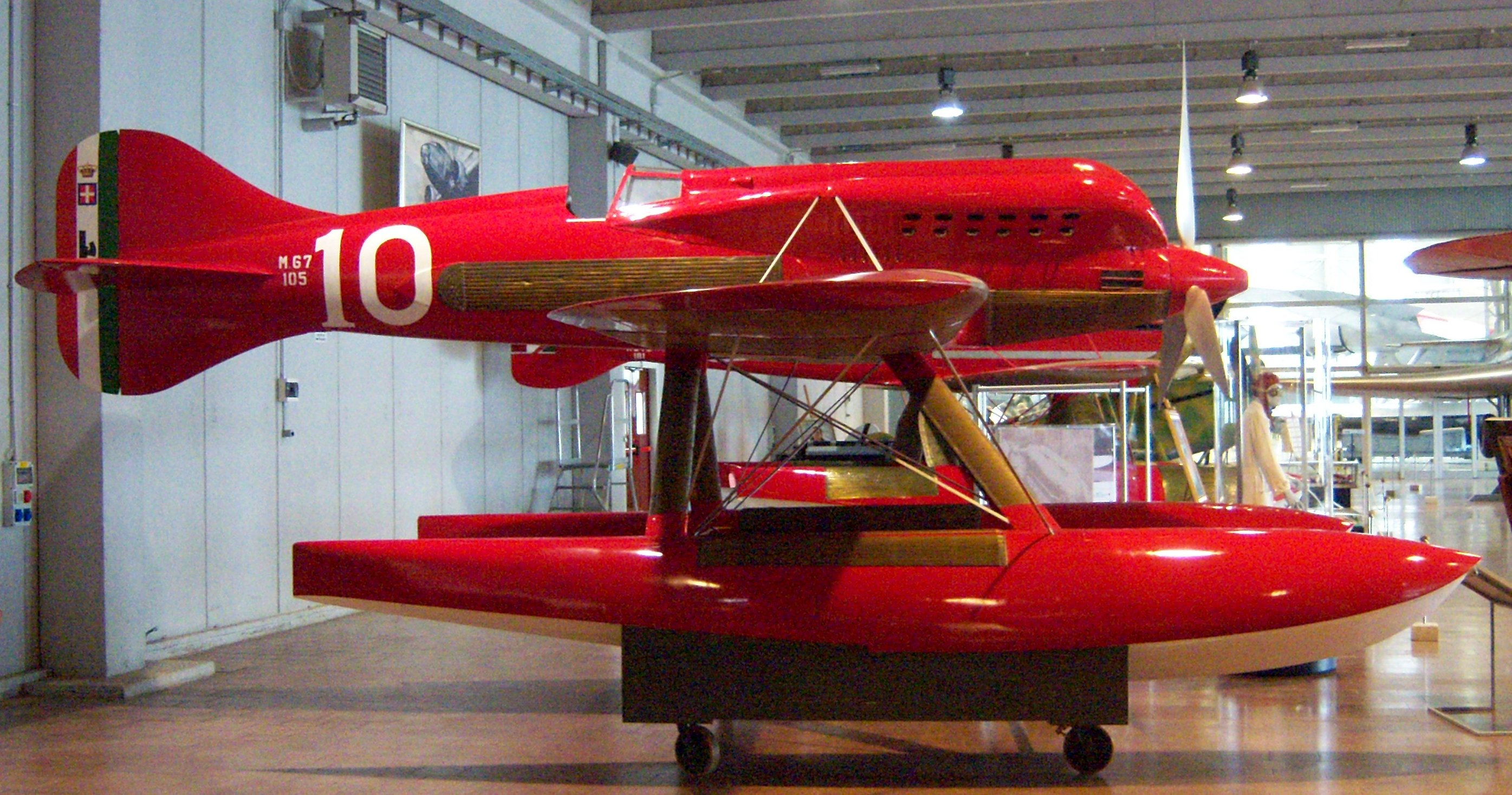
Macchi M.67, 1929
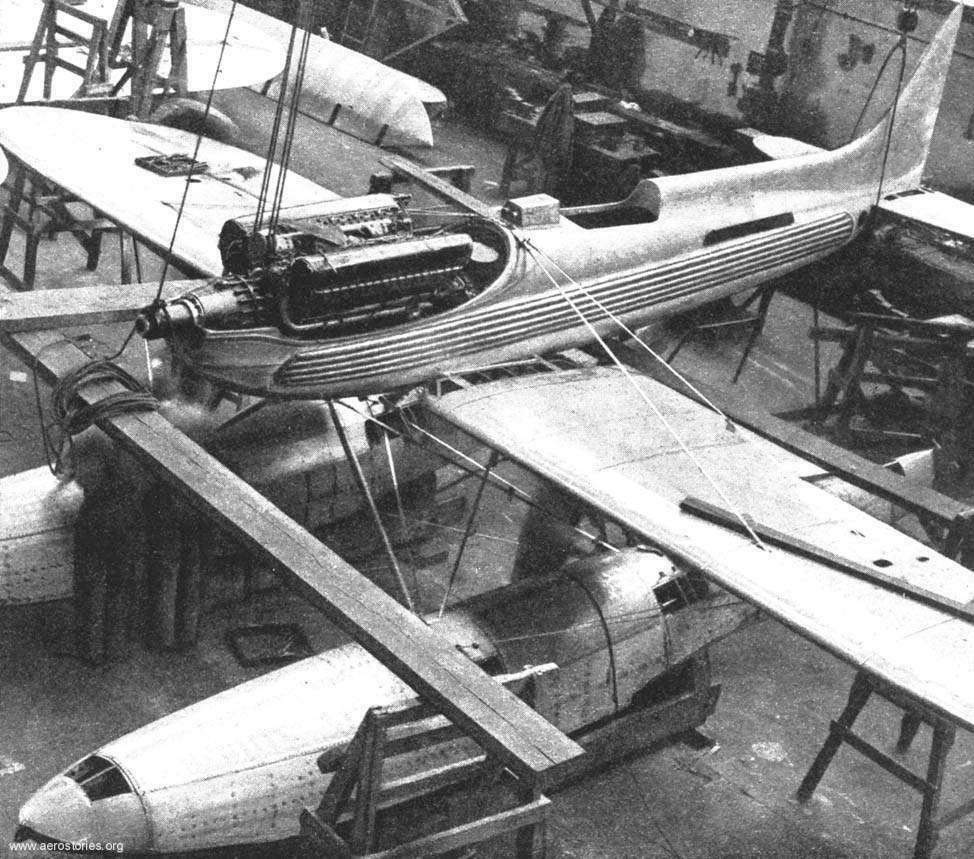
Supermarine S6B, 1931

## Renaissance
En 1981, le Royal Aero Club de Grande-Bretagne relança la course, de nom si ce n’est pas dans son concept, pour commémorer le 50e anniversaire de la victoire ultime du trophée par la Grande-Bretagne. Le trophée original resta au Musée des sciences et une réplique grandeur nature fut coulée. La course était ouverte pour tout avion à hélice capable de voler à plus de 100 milles à l'heure en vol rectiligne et à plat avec un poids maximum de 12 500 lb (5 669,9 kg). Les pilotes devaient également avoir au moins 100 heures de vol en tant que commandant de bord et posséder une licence de course aérienne valide.
À la suite de cet événement, la filiale britannique de la société informatique américaine Digital Equipment Corporation (DEC) décida de façon indépendante de parrainer une reprise à long terme du trophée Schneider. La première course a eu lieu en 1984. L’idée fut soumise par Infopress, consultant britannique en relations publiques de DEC dans le cadre d'un programme plus large de parrainage commercial conçu pour accroître la présence de DEC sur le marché britannique à cette époque. DEC a sponsorisé cette série de courses relancée de 1984 à 1991, qui a également marqué le jubilé de diamant de la dernière course originale. DEC et Infopress ont fait appel à l'expertise de la Records, Racing & Rally Association du Royal Aero Club, qui a de nouveau organisé et administré les courses. Le parcours de 1981 à Solent, qui est lui-même une version proche du parcours original du trophée Schneider de 1929 et de 1931 sur le Solent, a été utilisé et adapté d'une année sur l'autre.
Ce parrainage eu un effet profond sur la notoriété et la popularité des courses aériennes à handicap au Royaume-Uni et ailleurs. L'attrait de la course, ses liens historiques et le fait que les prix soient maintenant offerts après chaque course ont fait que la liste des participants était suffisamment longue pour justifier l'ajout de manches. Le peloton de course en 1984 comptait ainsi 62 participants, alors considéré comme le plus important de tous les types de courses aériennes.
L’événement reçu un nouvel élan en 1986, lorsque le Prince Andrew et sa fiancée Sarah Ferguson lancèrent le départ. En 1987 l'événement fut présenté dans un épisode d'une série de documentaires télévisés de la BBC. En 1988, l'évènement fut une partie centrale du Téléthon de cette même année.
Pour les pilotes participants, l'événement est devenu, avec la King's Cup Race, le clou de la saison des courses aériennes au Royaume-Uni, et a régulièrement attiré des participants de l'Europe continentale.
DEC a continué à sponsoriser les courses jusqu'en 1991. Depuis lors, la course fut organisée par le Royal Aero Club Records Racing and Rally Association, ainsi que par la King's Cup et le championnat britannique de courses aériennes. Le site a varié, mais la plupart du temps, il survole toujours un parcours proche de l'original au dessus du Solent, généralement autour de septembre de chaque année.

### Vainqueurs
| Date | Localisation   | Avion vainqueur           | Nation         | Pilote               | Vitesse maxi   |
| ---- | -------------- | ------------------------- | -------------- | -------------------- | -------------- |
| 1981 | Bembridge      | Piper Archer              | Royaume-Uni    | Jeremy Smith         | 239,37 km/h    |
| 1984 |                | Beagle Pup                | Royaume-Uni    | Paul Moorhead        | 215,65 km/h    |
| 1985 |                | Robin Aiglon              | Royaume-Uni    | Nick Snook           | 255,72 km/h    |
| 1986 |                | Tipsy Nipper              | Royaume-Uni    | Ron Mitcham          | 177,83 km/h    |
| 1987 |                | Cessna 180                | Royaume-Uni    | Andrew Brinkley      | 261,68 km/h    |
| 1988 |                | Cessna Skymaster 337F     | Royaume-Uni    | Peter Crispe         | 310,68 km/h    |
| 1989 | Bembridge      | Piper PA-22 Tri-Pacer     | Royaume-Uni    | Safaya Hemming       |                |
| 1990 |                | Beechcraft Baron          | Royaume-Uni    | Spencer Flack        |                |
| 1991 |                | Druine Condor             | Royaume-Uni    | Brian Manning        | 314,63 km/h    |
| 1992 |                | Bölkow 208 Junior         | Royaume-Uni    | Andrew Watson        |                |
| 1993 |                | Scottish Aviation Bulldog | Royaume-Uni    | Sq Ldr Mike Baker    |                |
| 1994 |                | Piper Cherokee            | Royaume-Uni    | Ian Finbow           |                |
| 1995 |                | Beech Bonanza             | Royaume-Uni    | John Kelman          |                |
| 1996 |                | Grumman Tiger             | Royaume-Uni    | Alan Austin          |                |
| 1998 |                | Cessna 182                | Royaume-Uni    | Milan Konstantinovic |                |
| 1999 |                | Grumman American AA-1     | Royaume-Uni    | Bruce Hook           |                |
| 2000 |                | Robin DR400               | Royaume-Uni    | Dudley Pattison      |                |
| 2001 |                | Beagle Pup 150            | Royaume-Uni    | Ivan Seach-Allen     |                |
| 2002 |                | Grumman American AA-5     | Royaume-Uni    | Phil Wadsworth       |                |
| 2003 |                | Beech Bonanza             | Royaume-Uni    | John Spooner         |                |
| 2004 |                | Van's Aircraft RV-7       | Royaume-Uni    | John Kelsall         |                |
| 2005 |                | Van's Aircraft RV-6       | Royaume-Uni    | John Village         |                |
| 2006 |                | Socata Rallye             | Royaume-Uni    | Martin Kellett       |                |
| 2007 |                | Piper Warrior             | Royaume-Uni    | Daniel Pangbourne    |                |
| 2009 | Bembridge      | Scottish Aviation Bulldog | Royaume-Uni    | Neil Cooper          | 230,13 km/h    |
| 2010 | Course annulée | Course annulée            | Course annulée | Course annulée       | Course annulée |
| 2011 | Course annulée | Course annulée            | Course annulée | Course annulée       | Course annulée |
| 2012 | Alderney       | CAP 10B                   | Royaume-Uni    | David Moorman        | 264,117 km/h   |
| 2013 | Course annulée | Course annulée            | Course annulée | Course annulée       | Course annulée |
| 2014 | Alderney       | Van's RV-7                | Royaume-Uni    | John Kelsall         |                |
| 2015 | Alderney       | Van's RV-6                | Royaume-Uni    | Jonathan Willis      | 309 km/h       |
| 2016 | Alderney       | Lake Amphibian            | Royaume-Uni    | Roderick Morton      |                |
| 2017 | Course annulée | Course annulée            | Course annulée | Course annulée       | Course annulée |
| 2018 | Course annulée | Course annulée            | Course annulée | Course annulée       | Course annulée |
| 2019 | Alderney       | Van's RV-7                | Royaume-Uni    | Ian Harding          |                |

## Dans la culture populaire
- Dans son film d'animation Porco Rosso (1992), Hayao Miyazaki évoque directement par deux fois la coupe Schneider. Marco (le héros) discute avec son antagoniste, l'Américain Curtiss, de son avion Curtiss R3C. Il lui demande si c'est bien celui avec lequel il a remporté le trophée Schneider de 1925. Plus tard alors que l'avion de Marco est en réparation, son mécanicien, Piccolo, lui fait la démonstration d'un nouveau moteur V12. Piccolo révèle que c'est le moteur dont l'avion qui a remporté le trophée Schneider de l'année précédente était équipé. Indirectement, l'avion de Porco Rosso est un mélange de SIAI S.21 et de Macchi M.33. Ces deux avions ont été conçus pour le trophée Schneider et y ont concouru[5].